# La variación de animales y plantas domesticados
La variación de animales y plantas domesticados es un libro escrito por Charles Darwin que fue publicado por primera vez en enero de 1868.
Gran parte del contenido del libro se refiere a información detallada sobre la domesticación de los animales y plantas, aunque en el capítulo XXVII también contiene una descripción de la teoría de Darwin sobre la herencia que él denominó pangénesis. 

## Contenido

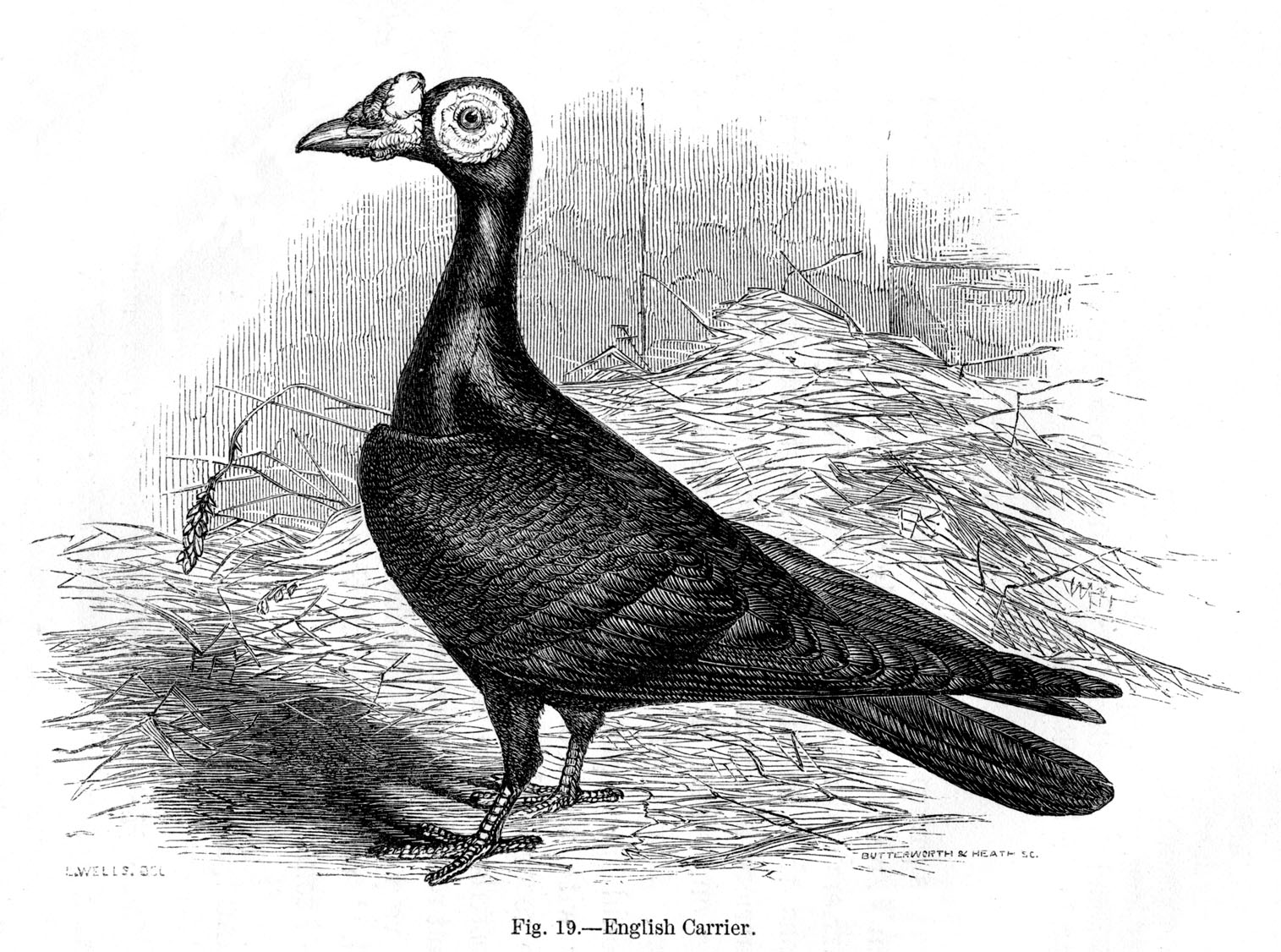
Paloma mensajera inglesa - una de las muchas variedades domesticadas que se derivan de la paloma silvestre o Columba livia.

El primer volumen de La variación de animales y plantas bajo domesticación consiste en una exploración extensa y muy detallada de los mecanismos de variación, incluido el principio de uso y desuso, el principio de correlación de partes y el papel del medio ambiente como causante de la variación, en funcionamiento en varias especies domésticas. Darwin comienza con perros y gatos, discutiendo las similitudes entre perros salvajes y domesticados y reflexionando sobre cómo la especie cambió para adaptarse a los deseos del hombre. Intenta rastrear una genealogía de variedades contemporáneas (o "razas") hasta algunos de los primeros progenitores. Estos argumentos, así como muchos otros, utilizan la gran cantidad de datos que Darwin reunió sobre perros y gatos para respaldar su tesis general de la evolución a través de la selección natural. Luego pasa a señalar puntos similares con respecto a caballos y burros, ovejas, cabras, cerdos, vacunos.
En particular, en el Capítulo XXVII Darwin presentó su "hipótesis provisional" de pangénesis que le había esbozado por primera vez a Huxley en 1865. Propuso que cada parte de un organismo contiene diminutas partículas invisibles a las que llamó gemulas. Estos eran capaces de regenerar el organismo para que la hoja de una begonia o un gusano cortado en pedazos pudieran generar el organismo completo y una salamandra o cangrejo que perdieran un miembro pudieran regenerar ese miembro. Las gemulas estaban dispersas por el organismo y podían multiplicarse por división. En la reproducción sexual, se transmitían de padres a hijos con la mezcla de las gémulas que producían descendencia con características "mezcladas" de los padres. Las gémulas también podrían permanecer inactivas durante varias generaciones antes de volverse activas. También sugirió que el medio ambiente podría afectar las gemas en un organismo y, por lo tanto, permitió la posibilidad de la herencia lamarckiana de características adquiridas. Darwin creía que su teoría podía explicar una amplia gama de fenómenos:
"Todas las formas de reproducción se gradúan entre sí y coinciden en su producto; porque es imposible distinguir entre organismos producidos a partir de yemas, de auto-división o de gérmenes fertilizados ... y como vemos ahora que todas las formas de reproducción dependen de la agregación de gemulas derivadas de todo el cuerpo, podemos entender este acuerdo general. Es satisfactorio encontrar que la generación sexual y asexual ... son fundamentalmente lo mismo. La partenogénesis ya no es maravillosa; de hecho, lo sorprendente es que no debería ocurrir con más frecuencia.¨" 
En las páginas finales del libro, Darwin desafió directamente el argumento de la variación guiada por Dios defendido por su amigo y partidario, el botánico estadounidense Asa Gray. Usó la analogía de un arquitecto que usa rocas que se habían desprendido naturalmente y caído al pie de un acantilado, preguntando: "¿Se puede sostener razonablemente que el Creador ordenó intencionalmente ... que ciertos fragmentos deben asumir ciertas formas para que el constructor pueda erigir su edificio? "  De la misma manera, los criadores o la selección natural escogieron los que resultaron ser útiles de las variaciones surgidas por "leyes generales", para mejorar las plantas y los animales, "incluido el hombre". Darwin concluyó con: "Por mucho que lo deseemos, difícilmente podemos seguir al profesor Asa Gray en su creencia de que 'la variación se ha producido a lo largo de ciertas líneas beneficiosas', como una 'corriente a lo largo de líneas definidas y útiles de irrigación'". Darwin le confió a Hooker: "Es una tontería tocar esos temas, pero ha habido tantas alusiones a lo que pienso sobre el papel que Dios ha desempeñado en la formación de los seres orgánicos, que me pareció lamentable eludir la pregunta. . "